# Карасъяры
Карасъяры (горномар. Карасйӓр) — посёлок в Юринском районе Республики Марий Эл. Входит в состав Юркинского сельского поселения.

## География
Находится в юго-западной части республики Марий Эл на левобережье Ветлуги на расстоянии приблизительно 32 км на север от районного центра посёлка Юрино.

## История
Основан в 1948 году на месте кордона лесника для лесолзаготовителей. К 1950-м годам население составляло около 2, 5 тысяч человек. В посёлке были построены клуб, детский сад, библиотека, медпункт, баня, пекарня, четыре магазина. В 1955 году посёлок был передан в состав колхоза «Сталинец». В 1960 году в Карасъярах насчитывалось 865 жителей. После пожара 1972 года и уничтожения лесных запасов посёлок начал пустеть. В 1992 году в посёлке проживали 263 человека.

## Население
Население составляло 75 человек (русские 86 %) в 2002 году, 15 в 2010.